# Für Volksentscheide
Für Volksentscheide (Kurzbezeichnung: VOLKSENTSCHEIDE) war eine deutsche Wählervereinigung, die das Ziel verfolgte, auf allen politischen Ebenen Referenden einzuführen. Sie wurde 2007 in Kaufbeuren gegründet. Die Wählervereinigung hatte 2009 etwa einhundert Mitglieder. Sie wurde von einem dreiköpfigen Vorstand, bestehend aus Werner Fischer, Christoph Michalak und Thomas Blechschmidt, geführt. In Vorbereitung zur Bundestagswahl 2013 benannte sie sich im September 2012 durch eine Satzungsänderung in „Liste für UNABHÄNGIGE KANDIDATEN (LISTE-U)“ um. Zum Jahresende 2013 löste sich die Wählervereinigung in die Partei Unabhängige für bürgernahe Demokratie auf.

## Wahlen
Für Volksentscheide trat erstmals bei der Europawahl in Deutschland 2009 mit bundesweit 22 Kandidaten an. Spitzenkandidat war Norbert Hense.
Die Wählergemeinschaft erzielte ein Ergebnis von bundesweit 39.996 Stimmen (0,15 % Stimmanteil).
Zur Bundestagswahl 2009 wurden insgesamt 22 Kandidaten der Wählergruppe als Direktkandidaten (Einzelbewerber) zugelassen. In Thüringen trat einer dieser Kandidaten (Stephan Beyer) zusätzlich auch auf der Landesliste der PIRATEN an. Der Einzelbewerber Konrad Dippel erreichte im Wahlkreis 235 (Weiden) 14,1 % und schaffte damit als einziger Einzelkandidat die Hürde für die Kostenerstattung nach Bundeswahlgesetz.
Die Wählergruppe hat sich zum 31. Dezember 2013 der Partei UNABHÄNGIGE angeschlossen und damit aufgelöst.